# Noordervermaning (Westzaan)
De Noordervermaning is een (voormalige) doopsgezinde kerk in het Noord-Hollandse Westzaan. Tegenwoordig is het een kerkgebouw van de Gereformeerde Gemeenten. Het (grotendeels) houten kerkgebouw stamt uit 1695 en is daarmee het oudste kerkgebouw van het laatstgenoemde kerkverband. In 1976 is het gebouw erkend als rijksmonument.
In de kerk is een huismerk (Letters en Merck van de Bouluy van deze Kerck) van de bouwers te zien uit 1695, wat dan ook als bouwjaar wordt aagehouden. Het houten kerkgebouw bleef gespaard bij de dorpsbranden in 1737 en 1741. 
Rond 1860 kreeg het gebouw aan de J.J. Allanstraat een stenen voorgevel met roosvensters. 15 jaar later kwam het eerste orgel, gebouwd door de firma L. van Dam & Zonen uit Leeuwarden. Het orgel werd gebouwd voor het bedrag van f 2.072,45.
De plaatselijke gemeente ging in 1949 samen met de Westzaanse Doopsgezinde Gemeente aan het Zuideinde. Uiteindelijk werd in 1964 het 150 zitplaatsen tellende kerkgebouw verkocht aan de Gereformeerde Gemeente van Westzaan. Deze gemeente (ontstaan in 1888) kerkte tot dan toe in een eveneens aan de J.J. Allanstraat gelegen kerkgebouw, gebouwd in 1907 en tegenwoordig in gebruik bij de Christelijke Gereformeerde Kerk te Westzaan, een afsplitsing van de Gereformeerde Gemeente. Op 23 juli 1964 werd de koop gesloten, op voorwaarde dat de doopsgezinde zangvereniging de consistorie nog tien jaar mocht gebruikten. Kort na de aankoop kwam een deel van het plafond naar beneden. De houten kosterswoning naast de kerk is vermoedelijk ook uit de 17e eeuw afkomstig.

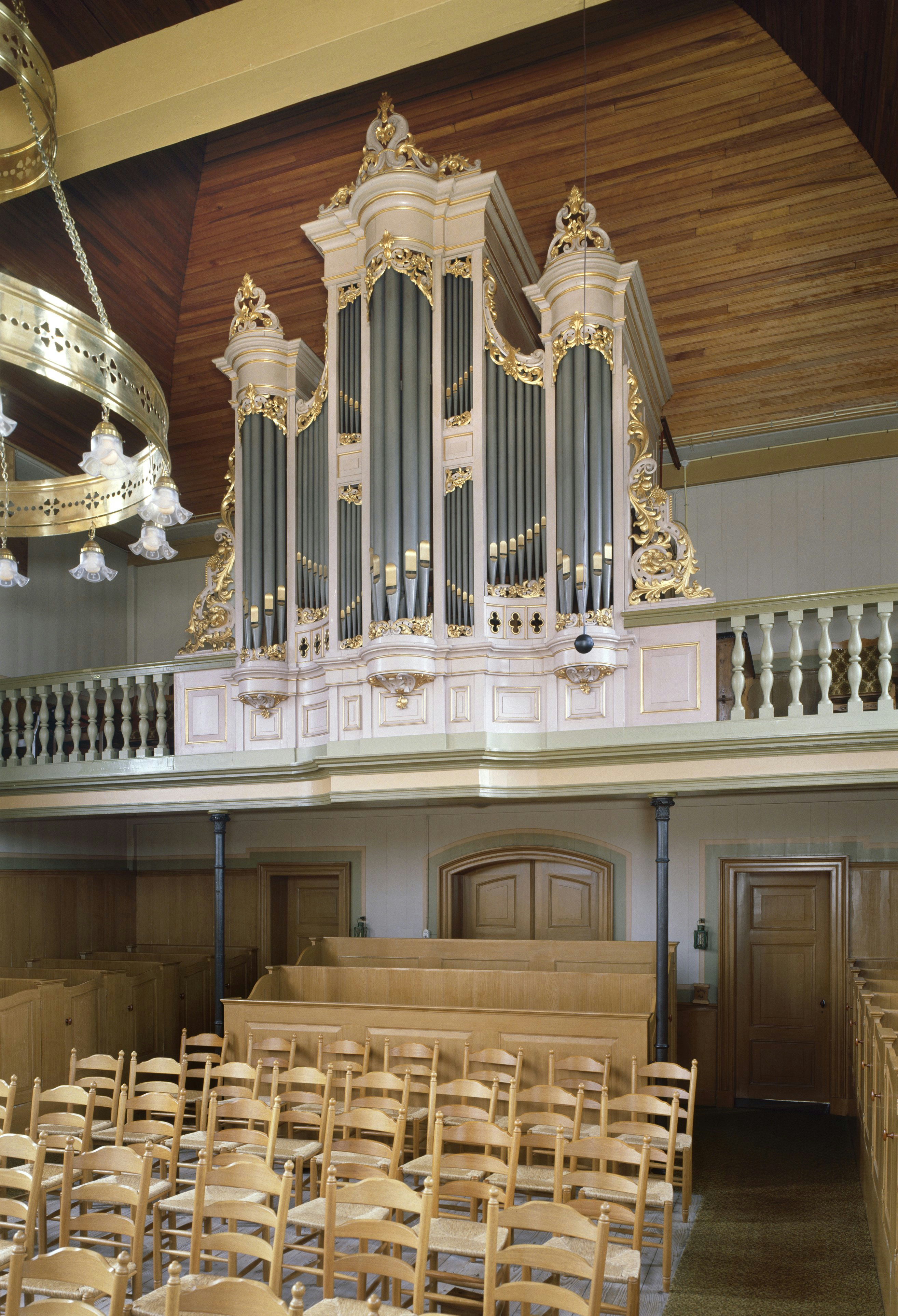
Het kerkorgel